# Prostatektomie
Mit dem Begriff Prostatektomie (eine Komposition aus Prostata, von altgriechisch προστάτης prostátēs = ‚Vorsteher‘, ‚Vordermann‘ und Ektomie (gr. εκτομή = ‚Herausschneiden‘), auch Prostataenukleation oder Prostataentfernung genannt), bezeichnet man die chirurgische Entfernung der Prostata.

## Arten der Prostatektomie
Je nach Umfang der Gewebentfernung unterscheidet man zwischen einer
- Teilentfernung der Prostata (auch partielle Prostatektomie genannt), vor allem bei einer benignen Prostatahyperplasie (gutartige Vergrößerung der Prostata) und einer
- radikalen Prostatektomie (RP oder RPE abgekürzt), bei der die Prostata vollständig entfernt wird. Dies ist vor allem beim Prostatakarzinom der Fall. Dabei werden die Prostata, die Bläschendrüsen (Vesiculae seminalis) und die Prostatakapsel (Capsula prostatica bzw. Capsula prostatae) operativ entfernt.

Abhängig vom Zugangsweg und der Art der Operation unterscheidet man bei der vollständigen Entfernung der Prostata zwischen den beiden offenen Operationen
- radikale retropubische Prostatektomie (RRP) und
- radikale perineale Prostatektomie (RPP)

und den drei minimalinvasiven Verfahren
- laparoskopische transperitoneale radikale Prostatektomie (LRPE)[1]
- endoskopische extraperitoneale radikale Prostatektomie (EERPE)[2]
- Roboter-assistierte radikale Prostatektomie (RARP) (Referenz s. o.)

Bei der retropubischen Prostatektomie erfolgt die Operation vom Bauch aus (retropubisch bedeutet „hinter dem Schambein gelegen“), während bei der perinealen Prostatektomie der Eingriff über das Perineum – das ist der Bereich zwischen Hodensack und Anus – vorgenommen wird. Die radikale retropubische Prostatektomie ist die derzeit (Stand 2011) weltweit am häufigsten angewendete Methode zur vollständigen Entfernung der Prostata.
In den letzten Jahren hat die Roboter-assistierte radikale Prostatektomie (RARP) auch im deutschsprachigen Raum zunehmend an Bedeutung gewonnen, in den USA hat sie die „klassisch offene OP“ (RRP) inzwischen als am häufigsten durchgeführtes Verfahren abgelöst. Derzeit (Stand 2020) wird diese Technik an über 90 Kliniken in Deutschland angeboten.
Bei einem lokal begrenzten Prostatakarzinom ist die radikale Prostatektomie die operative Therapie der Wahl. Sie ist einer der häufigsten tumorchirurgischen Eingriffe in der Urologie.
Vom klinischen Ergebnis und den zu erwartenden Nebenwirkungen aus betrachtet sind die genannten etablierten Verfahren zur radikalen Prostatektomie nahezu gleichwertig. Über welchen Zugang die Prostata entfernt wird, ist daher vor allem von den Wünschen des Patienten und dem Ausbildungsstand des Operateurs abhängig. Das Geschick des Operateurs hat einen wesentlichen Einfluss auf das Ergebnis der Operation und die möglichen postoperativen Nebenwirkungen.
Bei der Teilentfernung der Prostata werden vor allem diese Verfahren angewendet:
- transurethrale Prostataresektion (TURP, Entfernung der Prostatavergrößerung durch die Harnröhre)[7] und
- transurethrale Inzision der Prostata (TUIP)[8]

## Nebenwirkungen der radikalen Prostatektomie
Eine radikale Prostatektomie ist, unabhängig von der Art der Durchführung, eine sehr schwierige Operation. Dies ist vor allem den anatomischen Verhältnissen geschuldet. Die Prostata liegt tief im Becken und ist von Knochen umgeben, was sie ausgesprochen schwer zugänglich macht. Zudem ist die Prostata von beiden Ästen des Nervus cavernosus in nur wenigen Millimeter Abstand umgeben. Diese beiden Nervenbündel enthalten unter anderem die für die Erektion notwendigen Nervenfasern. Eine Traumatisierung beider Nervi cavernosi, beispielsweise eine versehentliche Durchtrennung oder ein zu starkes Dehnen, führt in der Regel zum Verlust der Erektionsfähigkeit, die auch medikamentös – beispielsweise mit PDE-5-Hemmern – nicht mehr behandelbar ist. Man spricht dann von einer postoperativen erektilen Dysfunktion. In den meisten Fällen wird daher eine nervschonende Operation angestrebt, bei der zumindest ein Nervenbündel erhalten bleibt. Neuerdings wird postoperativ der Umfang einer vermutlich erreichten Nervenschonung in einer Graduierung klassifiziert: 0 = keine Nervenschonung möglich; 5 = umfängliche Nervenschonung erreicht. Der Umfang einer tatsächlich erreichten Nervenschonung, die zur spontanen Gliedversteifung erforderlich ist, wird jedoch in der Regel nicht vor 6 – 8 Wochen, indes auch Monate (aber auch bis zu zwei Jahren) nach OP deutlich. Wird bei einer Prostatektomie, die durch ein Prostatakarzinom indiziert ist, festgestellt, dass der Tumor sich auch auf die Nervi cavernosi ausgedehnt hat, so werden sie üblicherweise entfernt.
Harninkontinenz ist eine häufige Nebenwirkung einer radikalen Prostatektomie. Sie bildet sich allerdings häufig im Laufe von Wochen und Monaten zurück. In einem Bericht des NDR aus dem Jahr 2017 wird von einem Auftreten bei 50 % der Patienten direkt nach der Operation und bei 10 % dauerhaft berichtet. Die Prostata Hilfe Deutschland nennt für 3 Monate nach der Operation noch 50 % und dauerhaft 7 % betroffen, wobei 28 % auch nach 5 Jahren noch Hilfsmittel benötigen.  In einer Studie mit 1291 Patienten klagten 8,4 % der Patienten über Harninkontinenz und 59,9 % über Impotenz.
Bei der radikalen Prostatektomie kommt es in vielen Fällen zu einer Verkürzung des Penis, da zusammen mit der Prostata ein Stück der Harnröhre entfernt wird, das etwa der Größe der Prostata entspricht und bis zu 40 mm lang sein kann. Die beiden Enden der abgetrennten Harnröhre werden wieder miteinander verbunden. Um das fehlende Stück der Harnröhre zu kompensieren, wird der Penis etwas in den Körper hereingezogen, so dass der äußere Teil des Penis entsprechend verkürzt wird. Durch den verkürzten Penis ist die unveränderte Vorhaut nun etwas zu lang. Dies kann zu chronischen Entzündungen an der Eichel führen.
Eine andere Ursache für die Penisverkürzung kann eine Durchtrennung der Nervi cavernosi sein, die eine Penisatrophie auslösen kann. Der Penisverkürzung kann einer Studie zufolge mit Hilfe einer Penispumpe offensichtlich entgegengewirkt werden.
Bei der radikalen retropubischen Prostatektomie ist ein Leistenbruch mit einer Inzidenz von 15 bis 20 % eine häufige Komplikation.

## Weiterführende Literatur
- C. H. Bangma: Active surveillance and radical prostatectomy. In: European Journal of Cancer. Bd. 47 Suppl 3, September 2011, S. S355–S356, ISSN 1879-0852. doi:10.1016/S0959-8049(11)70201-5. PMID 21944013. (Review).
- V. R. Patel, H. M. Abdul-Muhsin u. a.: Critical review of ‘pentafecta’ outcomes after robot-assisted laparoscopic prostatectomy in high-volume centres. In: BJU International. 2011, 108: S. 1007–1017. doi:10.1111/j.1464-410X.2011.10521.x. PMID 21917104. (Review).
- J. E. Jamal, J. D. Engel: Management of post-prostatectomy erectile dysfunction. In: The Canadian journal of urology. Bd. 18, Nummer 3, Juni 2011, S. 5726–5730, ISSN 1195-9479. PMID 21703049. (Review).
- J. L. Silberstein, N. E. Power, K. A. Touijer: Laparoendoscopic single site (LESS) radical prostatectomy: a review of the initial experience. In: Minerva urologica e nefrologica = The Italian journal of urology and nephrology. Bd. 63, Nummer 2, Juni 2011, S. 123–129, ISSN 0393-2249. PMID 21623330. PMC 3155890 (freier Volltext). (Review).
- P. Dahm, D. Kang u. a.: Recovery of erectile function after robotic prostatectomy: evidence-based outcomes. In: The Urologic clinics of North America. Bd. 38, Nummer 2, Mai 2011, S. 95–103, ISSN 1558-318X. doi:10.1016/j.ucl.2011.02.001. PMID 21621076. (Review).
- S. Glina: Erectile dysfunction after radical prostatectomy: treatment options. In: Drugs & Aging. Bd. 28, Nummer 4, April 2011, S. 257–266, ISSN 1170-229X. doi:10.2165/11588290-000000000-00000. PMID 21428461. (Review).
- T. Wilson, R. Torrey: Open versus robotic-assisted radical prostatectomy: which is better? In: Current opinion in urology. Bd. 21, Nummer 3, Mai 2011, S. 200–205, ISSN 1473-6586. doi:10.1097/MOU.0b013e32834493b3. PMID 21427586. (Review).
- J. Hegarty, P. V. Beirne u. a.: Radical prostatectomy versus watchful waiting for prostate cancer. In: Cochrane database of systematic reviews (Online). Nummer 11, 2010, S. CD006590, ISSN 1469-493X. doi:10.1002/14651858.CD006590.pub2. PMID 21069689. (Review).
- A. Srivastava, G. Tan u. a.: Nerve-sparing radical prostatectomy: current concepts in a robotic era. In: Panminerva medica. Bd. 52, Nummer 3, September 2010, S. 223–230, ISSN 1827-1898. PMID 21045779. (Review).
- U. Capitanio, A. Briganti u. a.: Predictive models before and after radical prostatectomy. In: The Prostate. Bd. 70, Nummer 12, 2010, S. 1371–1378. doi:10.1002/pros.21159. PMID 20623635. (Review).
- J. I. Epstein: Radical prostatectomy: processing, staging, and prognosis. Parts I and II. In: International journal of surgical pathology. Bd. 18, Nummer 3 Suppl, Juni 2010, S. 118S–123S, ISSN 1940-2465. doi:10.1177/1066896910370473. PMID 20484275. (Review).